# 姫-クラシックガール-
『姫-クラシックガール-』（ひめ クラシックガール）は、茶木ひろみによる日本の漫画作品。1986年、「週刊マーガレット」（集英社）にて2号から9号まで連載された。
単行本は同社のマーガレットコミックスから刊行されたが、絶版となり、その後ソノラマコミック文庫（朝日ソノラマ）にて復刊されている。全1巻。
2018年から「幻の少女」と改題してKindle独占で「幻の少女」１、２巻を電子配信中。

## あらすじ
年末の雪の日、コーヒー屋「黒屋」の雇われマスター・進藤雪路（しんどうゆきじ）の目の前に、森村城の姫と名乗る少女・森村絶間（もりむらたえま）が現れる。彼女は400年前からタイムスリップしてしまったらしい。
身よりのない絶間を放っておけず世話するうち、彼女の純粋さに触れて、雪路は本来の優しさを取り戻してゆく。二人の間に恋が芽生えるが、彼女にはある秘密があった。

## 登場人物
進藤雪路
20歳。コーヒー屋「黒屋」の雇われマスター。名門進藤家の長男だが家庭内の不和で家出。昔は不良だったが現在は立ち直って貧乏に暮らしている。多少ひねくれているが根がやさしい。
森村絶間
16歳。桃山時代のお姫様で森村城城主の六女。大人しく純真だが、武家の姫らしく芯が強い。
大六
絶間が拾った子猫。ぶちが6つあることと、早く大きくなるようにとの願いからこの名がついた。
宮本れな
雪路の許嫁。小さいころから雪路が好きだが相手にされない。